# John Emerich Edward Dalberg-Acton
John Emerich Edward Dalberg-Acton, 1. Baron Acton, KCVO (10. ledna 1834, Neapol – 19. června 1902, Tegernsee, Bavorsko) byl anglický liberální katolík, historik a novinář. V letech 1859–1866 byl poslancem Dolní sněmovny.
Je znám výrokem „Moc korumpuje a absolutní moc korumpuje absolutně.“
| „                                    | Jeho charakter je prvotřídní a Acton je jedním z nejvzdělanějších a z těch, kteří toho nejvíce dosáhli, avšak jedním z nejskromnějších a nejméně okázalých mužů dneška. | “ |
| — William Gladstone, britský premiér | |   |